# Нова Весь-Кентшинська
Нова Весь-Кентшинська (пол. Nowa Wieś Kętrzyńska) — село в Польщі, у гміні Кентшин Кентшинського повіту Вармінсько-Мазурського воєводства.
Населення — 323 особи (2011).
У 1975-1998 роках село належало до Ольштинського воєводства.

## Демографія
Демографічна структура станом на 31 березня 2011 року:
|          | Загалом | Допрацездатний вік | Працездатний вік | Постпрацездатний вік |
| -------- | ------- | ------------------ | ---------------- | -------------------- |
| Чоловіки | 165     | 34                 | 119              | 12                   |
| Жінки    | 158     | 32                 | 100              | 26                   |
| Разом    | 323     | 66                 | 219              | 38                   |